# 샬렝
샬렝 (Chaleins)은 프랑스 오베르뉴론알프 앵주의 코뮌이다.

## 지리
샬렝은 그 주변에 뤼르시, 프랑슐렝, 빌뇌브, 메시미쉬르손, 파렝, 프랑, 아르쉬르포르망 등의 코뮌과 경계를 두고 있다.

## 역사
샬렝은 10세기경 '샬랭' (Chalings)이라는 이름으로 처음으로 문헌상에 등장한다. 11세기에는 리옹의 부유층과 큰 권력을 가진 사제단이 좌우하던 교구가 설치되어 있었고, 여러 영주들이 다스렸는데 13세기에는 팔라탱 가가 영주권을 장악하였다.
1725년 멘 공작이 동브의 지방관에 올랐을 당시 샬렝의 사법권을 다니엘 비스트 드 브랭다에게 넘겼다. 1820년 샬렝 구에는 교회 주변의 인가가 총 10채에 불과했다. 나머지 인구는 곳곳의 여러 촌락으로 퍼져 있었던 상태였다.

## 인구
| 연도 | 인구  | ±%    |
| ---- | ----- | ----- |
| 2005 | 1,173 | —     |
| 2006 | 1,181 | +0.7% |
| 2007 | 1,191 | +0.8% |
| 2008 | 1,183 | −0.7% |
| 2009 | 1,174 | −0.8% |
| 2010 | 1,165 | −0.8% |
| 2011 | 1,156 | −0.8% |
| 2012 | 1,160 | +0.3% |
| 2013 | 1,199 | +3.4% |
| 2014 | 1,234 | +2.9% |
| 2015 | 1,270 | +2.9% |
| 2016 | 1,296 | +2.0% |

## 같이 보기
- 앵 주의 코뮌 목록